# Виаль, Патрик
Патрик Виаль (фр. Patrick Lucien Vial; род. 24 декабря 1946, Париж) — французский дзюдоист, чемпион и призёр чемпионатов Франции, призёр чемпионата Европы, бронзовый призёр летних Олимпийских игр 1976 года в Монреале, участник двух Олимпиад.

## Карьера
Выступал в полусредней весовой категории (до 70 кг). Чемпион (1970, 1972, 1973, 1976 годы), серебряный (1975, 1977) и бронзовый (1971, 1977) призёр чемпионатов Франции. Победитель и призёр международных турниров.  Бронзовый призёр чемпионата Европы 1969 года в Остенде.
На летних Олимпийских играх 1972 года в Мюнхене Виаль победил ирландца Лайама Кэрролла, южнокорейца Ян Инг Вона, но проиграл поляку Антонию Зайковскому и завершил борьбу, заняв в итоговом протоколе 10-е место.
На следующей Олимпиаде в Монреале француз победил американца Патрика Бёрриса и представителя ГДР Дитмара Хётгера, но уступил японцу Кодзи Курамото. В утешительной схватке Виаль победил британца Васинаффа Моррисона и завоевал бронзу этой Олимпиады.